# تشارلز دبليو. بولغر
تشارلز دبليو. بولغر (بالإنجليزية: Charles W. Bulger)‏ هو مهندس معماري أمريكي، ولد في 3 أغسطس 1851 في دلفي في الولايات المتحدة، وتوفي في 17 يونيو 1922 في دالاس في الولايات المتحدة.